# Araneus neocaledonicus
Araneus neocaledonicus este o specie de păianjeni din genul Araneus, familia Araneidae, descrisă de Lucien Berland în anul 1924. Conform Catalogue of Life specia Araneus neocaledonicus nu are subspecii cunoscute.